# Cormo

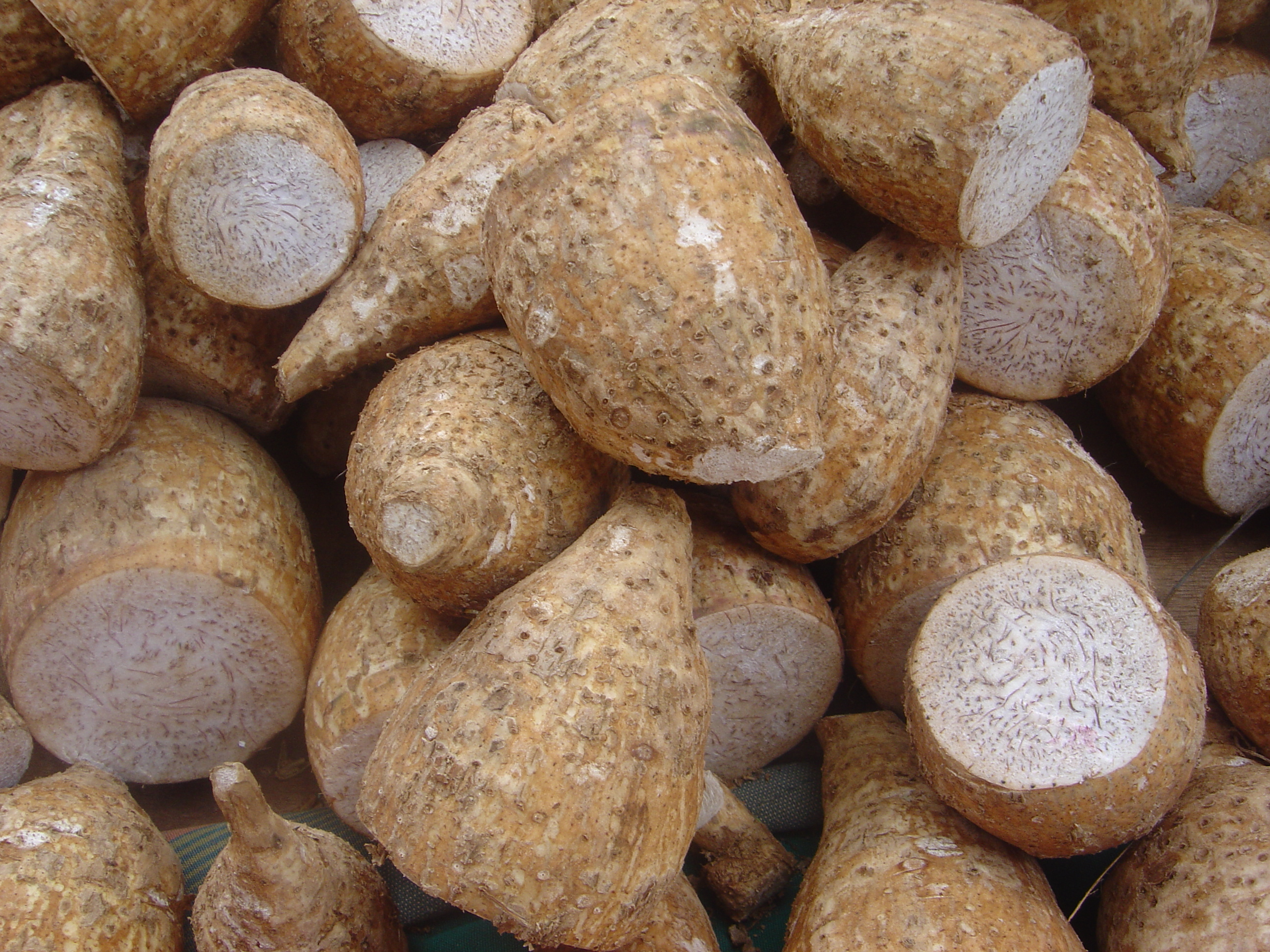
Cormos de taro.

Em botânica, cormo é a designação dada ao órgão subterrâneo de armazenamento de algumas plantas, composto por uma haste vertical, engrossada por tecidos de reserva, no topo da qual uma gema produz raízes e brotos. Muitas plantas muito conhecidas, tais como o gladíolo, o açafrão e o ciclame produzem cormos.
Os cormos possuem várias semelhanças com os bulbos, pois ambos os órgãos são acumuladores de substâncias nutritivas constituídos por células parenquimatosas. No entanto, os cormos são constituídos principalmente por tecidos caulinares "carnosos", o que os distingue dos bulbos, que são principalmente compostos de folhas modificadas e espessadas (catáfilos). As folhas dos cormos são mais finas e muito menores do que aquelas dos bulbos, e o alimento armazenado no cormo encontra-se no caule carnoso (ao contrário dos bulbos, que armazenam suas reservas nos catafilos).